# فاغنر برادو
فاغنر برادو (بالبرتغالية: Wagner Prado) هو ملاكم تايلندي برازيلي، ولد في 30 ديسمبر 1987 في كامبيناس في البرازيل.

## وصلات خارجية
- فاغنر برادو على موقع يو إف سي (الإنجليزية)
- فاغنر برادو على موقع شيردوغ (الإنجليزية)
- فاغنر برادو على موقع Tapology.com (الإنجليزية)
- فاغنر برادو على موقع IMDb (الإنجليزية)